# 구시게 다카코
쿠시게 타카코(일본어: 櫛笥 隆子 くしげ たかこ[*], 게이초 9년 (1604년) - 조쿄 2년 5월 22일 (1685년 6월 23일))는 에도 시대의 여성이다. 고미즈노오 천황의 후궁이자, 고사이 천황의 생모이다. 뇨인이다. 아버지는 좌중장 쿠시게 타카치카 (증종1위, 증좌대신)이다. 출사 당시의 이름은 코토노나이시, 미쿠시게토노노벳토, 시죠노츠보네이다. 여원호는 호슌몬인 (逢春門院)이다.

## 생애
고미즈노오 천황 재위 시절에는 코토노나이시로 근시, 후에 미쿠시게토노노벳토가 된다. 천황 양위 후인 간에이 8년 (1631년), 황녀 리쇼 여왕 (야에노미야)를 낳고, 고니시 천황, 하치죠노미야 야스히토 친왕, 테루코 내친왕, 리츄 여왕 등 5남 4녀를 두었다. 조쿄 2년 (1685년) 5월 16일에 위독해져서, 같은 날 종3위에 서위되어, 이름을 타카코로 고쳤다. 다음날 준삼궁이 되어 원호 선하 (호슌몬인 (逢春門院))를 받았다. 같은 달 22일에 사망하였다. 교토부 교토시 히가시야마구 이마쿠마센잔쵸의 센뉴지 내에 있는 츠키노와릉에 묘가 있다. 